# دهستان سوزا
دهستان سوزا، یکی از دهستان‌های بخش شهاب شهرستان قشم در استان هرمزگان ایران است. مرکز این دهستان، شهر سوزا است.

## جمعیت
بر پایه سرشماری عمومی نفوس و مسکن در سال ۱۳۹۵، جمعیت دهستان سوزا برابر با ۶٬۹۷۴ نفر بوده‌است.